# أرقطيون سكاندينافي
أرقطيون سكاندينافي (الاسم العلمي: Arctium scanicum) هي نوع نباتي يتبع جنس الأرقطيون من فصيلة النجمية.